# همسر برادرم
همسر برادرم (انگلیسی: La mujer de mi hermano) یک فیلم در ژانر درام است که در سال ۲۰۰۵ منتشر شد. از بازیگران آن می‌توان به باربارا موری، مانولو کاردونا، کریستین مایر، گابی اسپینو، و آنجلیکا آراگون اشاره کرد.

## داستان
زنی پس از ده سال رابطه سرد با همسر خود، وارد رابطه ای مخفیانه با برادر او می‌شود و…